# Pic de Nahouri
Le pic de Nahouri est un sommet isolé de type inselberg s'élevant à 447 mètres d'altitude sur le territoire de la commune rurale de Nahouri dans le département de Pô de la province du Nahouri au Sud du Burkina Faso. C'est l'un des plus hauts sommets du pays après le Tenakourou et les pics de Sindou.

## Géographie
Le pic de Nahouri se trouve en pays Kasséna à 1 km au nord-est du village de Nahouri, à 15 km au sud-est du chef-lieu départemental Pô et à 5 km au nord de la frontière entre le Burkina Faso et le Ghana. Il est à proximité de la route nationale 5 se dirigeant vers le Ghana.

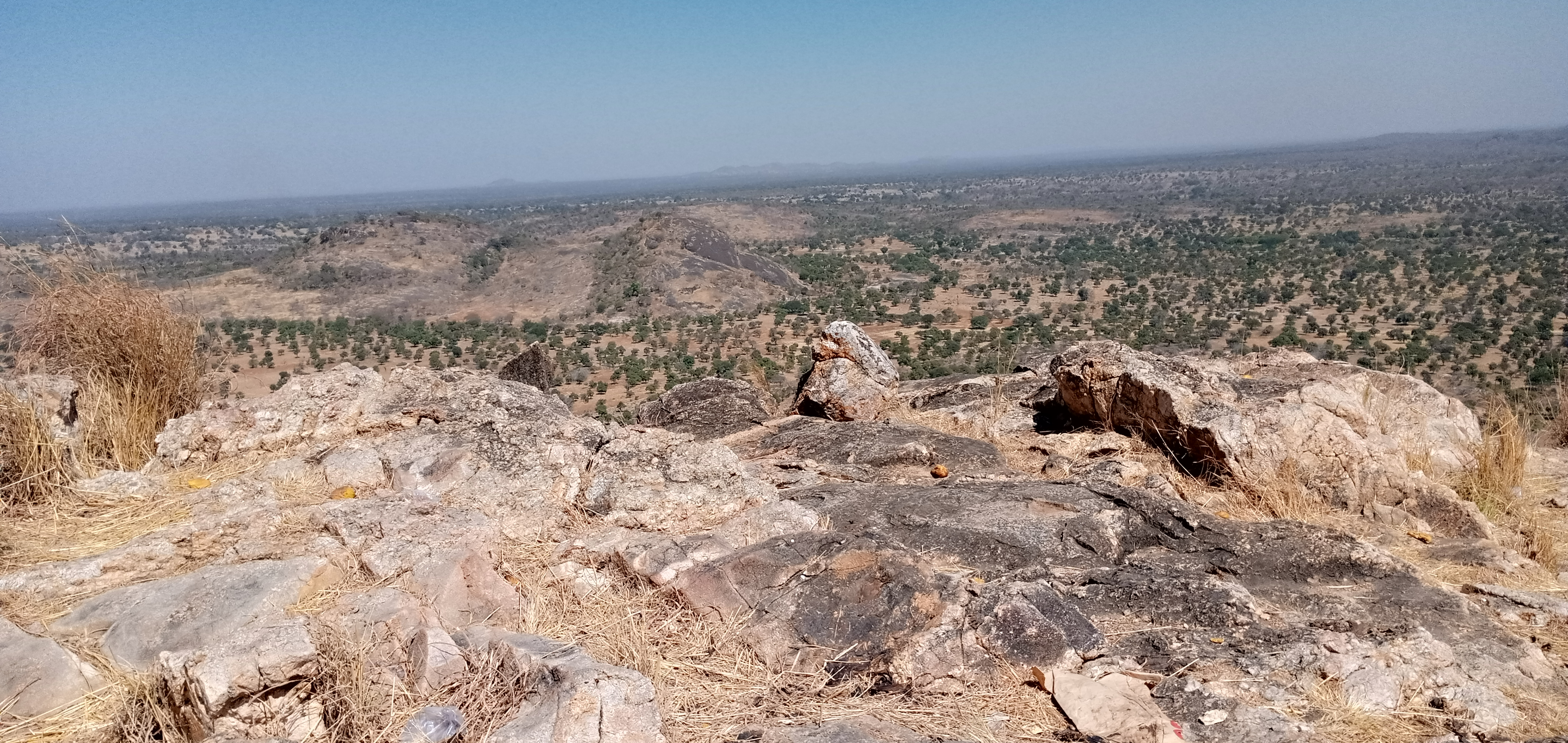
Vue sur la plaine depuis le sommet.

C'est un sommet isolé – le seul notable de toute la région – de type inselberg, en forme de pain de sucre, culminant à 447 mètres d'altitude et s'élevant seulement d'environ 180 mètres au-dessus de la plaine environnante constituée d'une savane arborée.
Il s'agit du plus haut sommet de la région et l'un des plus hauts du pays — bien qu'il soit parfois, à tort, considéré comme le deuxième plus haut — après le Tenakourou et les pics de Sindou,. Plus à l'est vers Tiébélé se trouvent d'autres éminences associées à la même formation géologique dont les sommets s'élèvent de 350 à environ 430 mètres.

## Géologie
Le pic de Nahouri est formé d'anciennes roches granitiques.

## Faune et flore
La zone entourant le pic de Nahouri constitue depuis 1938 la forêt classée du pic de Nahouri s'étendant sur 836 ha. Des baobabs Adansonia digitata sont présents sur les pentes du pic.

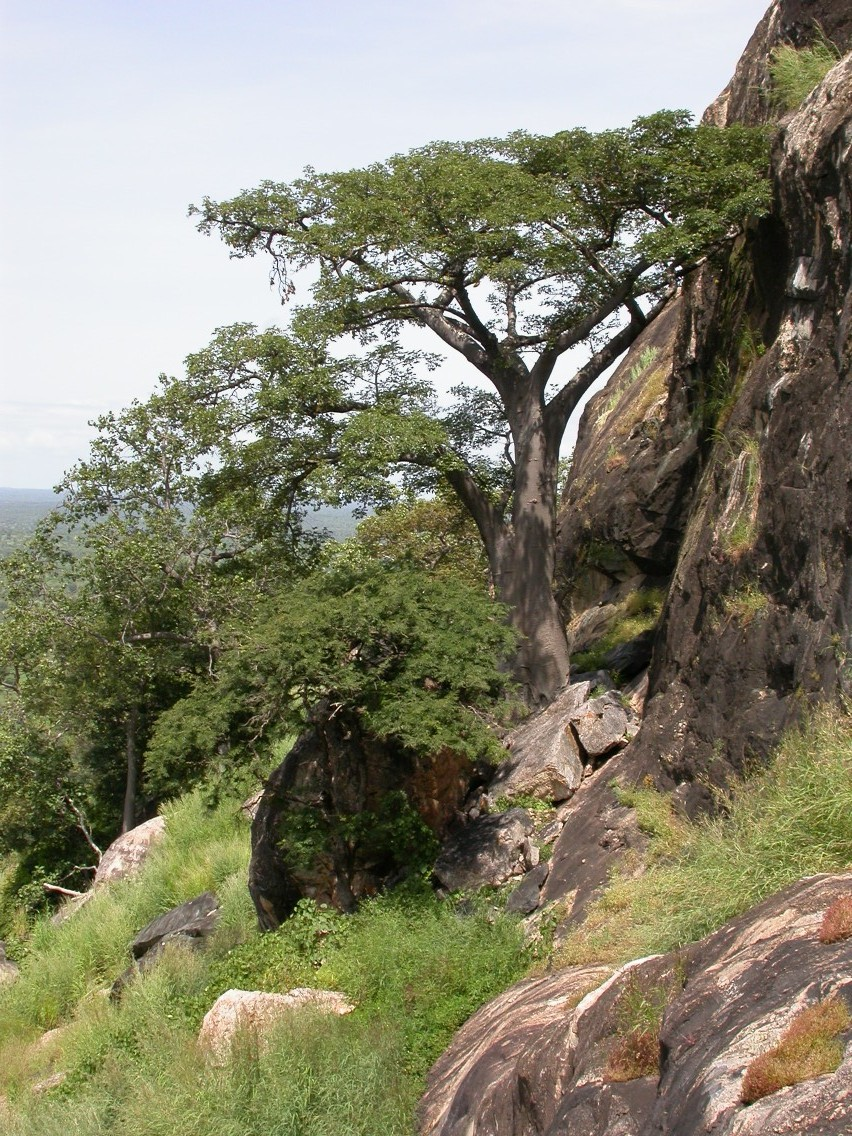
Adansonia digitata sur le pic
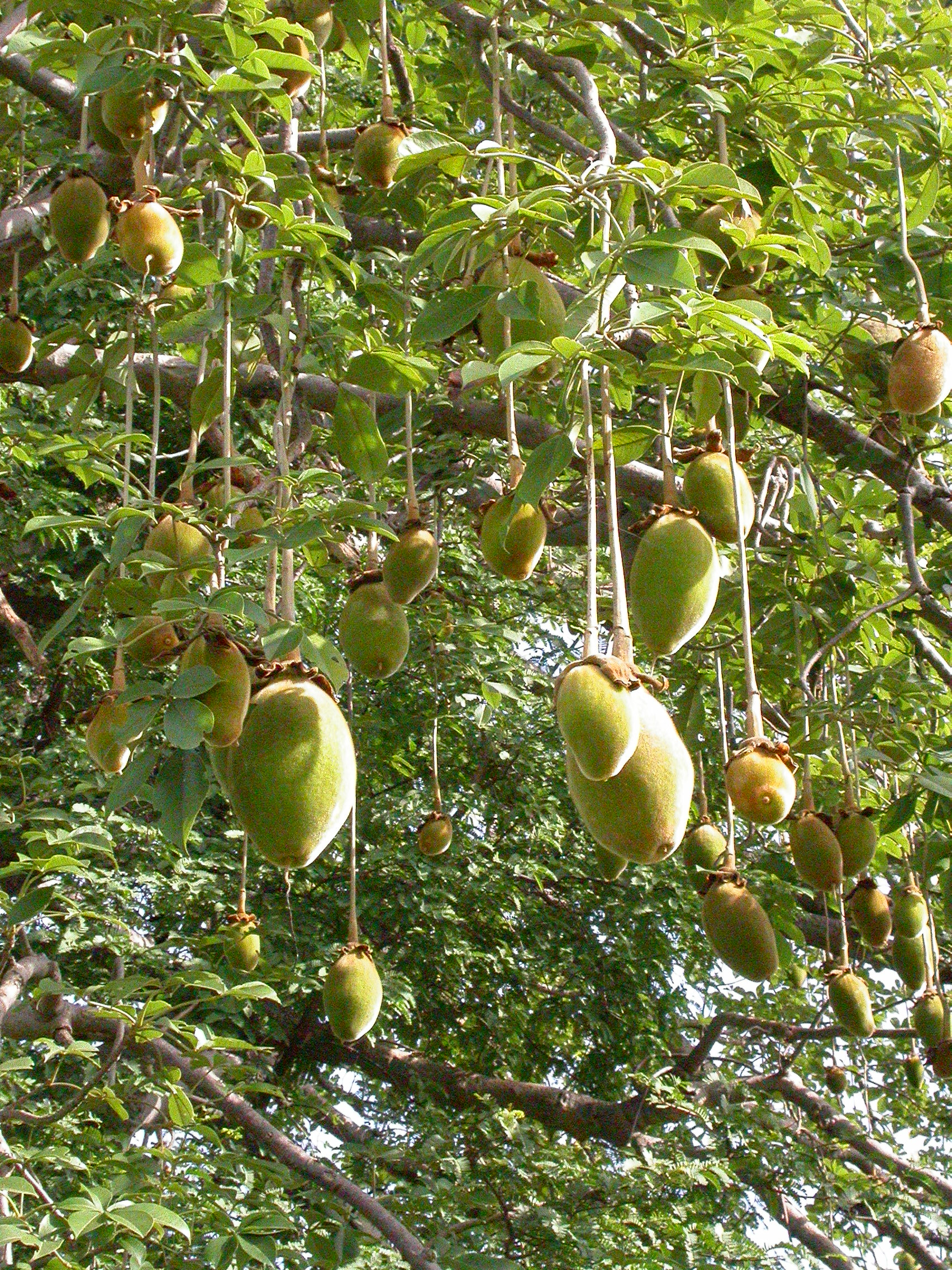
Fruit d'Adansonia digitata

## Patrimoine
Le pic a donné son nom au village de Nahouri et à la province de Nahouri ainsi qu'à l'avion officiel du président burkinabè,. Il sert de plus de site d'entraînement pour les élèves-officiers d'active (EOA) de l'école militaire Georges-Namoano voisine et pour les commandos chargés de la sécurité présidentielle. Thomas Sankara, ancien élève de l'école et président de la République burkinabè de 1983 à 1987, y a apposé sa signature au sommet.
De plus, le pic de Nahouri accueille chaque année depuis 2009 une course de fond – le semi-marathon international Altitude Nahouri – partant de la ville de Pô, chef-lieu du département et de la province, et arrivant sur le territoire de la commune rurale de Nahouri où il se termine par l'ascension du pic.